# Koeleria cenisia
Koeleria cenisia là một loài thực vật có hoa trong họ Hòa thảo. Loài này được Reut. ex E.Rev. mô tả khoa học đầu tiên năm 1874.